# Caprimulgus nigriscapularis
Noitibó-d'ombros-pretos ou noitibó-de-ombros-pretos (Caprimulgus nigriscapularis) é uma espécie de noitibó da família Caprimulgidae.
Pode ser encontrada nos seguintes países: Angola, Benin, Burundi, Camarões, República Centro-Africana, República do Congo, República Democrática do Congo, Costa do Marfim, Guiné Equatorial, Gabão, Gambia, Gana, Guiné, Guiné-Bissau, Quénia, Libéria, Nigéria, Ruanda, Serra Leoa, Sudão, Togo e Uganda.